# Netrogramma consona
Netrogramma consona är en tvåvingeart som beskrevs av Lindner 1964. Netrogramma consona ingår i släktet Netrogramma och familjen vapenflugor. Inga underarter finns listade i Catalogue of Life.